# Micronecta minutissima
Micronecta minutissima är en insektsart som först beskrevs av Carl von Linné 1758.  Micronecta minutissima ingår i släktet Micronecta, och familjen buksimmare. Arten är reproducerande i Sverige.